# Caso Madalena Gordiano
O Caso Madalena Gordiano se refere ao conjunto de eventos envolvendo Madalena Gordiano, mantida em condições análogas à escravidão por 38 anos e resgatada em 28 de novembro de 2020. Gordiano tinha 46 anos e exercia as funções de empregada doméstica sem qualquer direito trabalhista em um apartamento em Patos de Minas, município de Minas Gerais para a família Milagres Rigueira. Quatro membros da família responsável foram condenados a prisão e pagamento de indenizações.
O caso tornou-se alvo de investigação do Ministério Público Federal e veio a público depois de reportagem no programa Fantástico em dezembro de 2020, recebendo grande repercussão na imprensa brasileira a ponto de aumentar o número de denúncias de trabalho escravo e ações fiscais no Brasil.

## Histórico
A família Milagres é uma das mais tradicionais de São Miguel do Anta. O primeiro contato entre Gordiano e a família aconteceu em 1982 quando, aos oito anos de idade, começou a trabalhar para Maria das Graças Milagres Rigueira. A mãe biológica de Madalena tinha muitos filhos e não tinha condições financeiras de criá-los. Gordiano bateu à porta para pedir comida e Maria das Graças prometeu-lhe adoção. A adoção nunca foi formalizada, Maria das Graças a retirou da escola e atribuiu-lhe afazeres domésticos.
Desde então, Gordiano viveu em residências de Maria das Graças no município mineiro de São Miguel do Anta, até seus 12 anos, quando mudaram-se para Viçosa, também em Minas Gerais. Em 2006, foi transferida para Patos de Minas, onde trabalhava no apartamento de Dalton César Milagres Rigueira, filho de Maria das Graças, que fora nomeado professor de zootecnia e veterinária no Centro Universitário de Patos de Minas. Ao longo desse período, Gordiano executava tarefas domésticas em jornadas excessivas e não tinha direitos trabalhistas, como carteria de trabalho, salário mínimo garantido, férias e repouso semanal.
Gordiano não recebia tratamento médico e a única vacina que recebeu na vida foi a BCG, que é dada aos bebês. Quando resgatada, vivia em um pequeno quarto sem janela, dormia no chão e não tinha acesso a televisor nem telefone celular. Seus pertences se resumiam a pouco mais que três camisetas masculinas e algumas peças de roupas que lhe foram doadas.

## Matrimônio
Dalton César também administrava a renda oriunda de duas pensões que Gordiano recebia por ter sido casada com um ex-combatente da Segunda Guerra Mundial. Em um matrimônio organizado pela família, Gordiano casou-se aos 27 anos com Marino Lopes, tio da esposa de Dalton César.Lopes tinha 78 anos e saúde fragilizada, morreu dois anos depois e deixou pensão de 8,4 mil reais. Segundo  auditores do caso, o matrimônio tinha objetivo fraudulento e suspeita-se que tenha sido arranjado com o objetivo de custear o curso de medicina da filha de Maria da Graças, Vanessa Maria Rigueira Pacheco.  O casamento chegou a ser denunciado em 2008, mas o processo foi extinto por falta de provas em 2015. Os proventos não eram repassados à beneficiária e serviam para custear o padrão de consumo da família. Dalton César também contraiu dívidas em nome de Gordiano.

## Resgate
Gordiano foi resgatada no dia 28 de novembro de 2020 pela Polícia Federal e por auditores fiscais do trabalho depois de uma denúncia de vizinhos e investigação do Ministério Federal do Trabalho. A suspeita dos vizinhos teve origem em bilhetes que ela enviava desde 2018 para vizinhos, amigos da igreja e comerciantes do bairro em que solicitava pequenas quantias em dinheiro para a aquisição de itens básicos de higiene pessoal, que não lhe eram fornecidos. Nos bilhetes, solicitava sigilo e que as respostas lhe fossem colocadas de madrugada, já que começava o expediente às 4 horas da manhã, quando os patrões ainda dormiam. Vizinhos declararam que o dinheiro recebido também era usado para complementar a alimentação, que era limitada pela família e escassa sobretudo em períodos quando viajavam e a deixavam sozinha no apartamento.
Depois de libertada, foi recebida em um abrigo em Uberaba, onde recebeu atendimento social e psicológico. Passou por um programa de ressocialização e recebeu assistência jurídica da Clínica de Enfrentamento ao Trabalho Escravo da Universidade Federal de Uberlândia (UFU). Em dezembro de 2021, Gordiano mudou-se para a casa da assistente social Taís Teofilo em Uberaba e está reformatando sua vida com novas atividades de lazer, cuidados com saúde, beleza e autoestima.
Gordiano conta ter siso tomada de surpresa com a operação que lhe resgatara, porque até então não entendia que vivia uma relação abusiva com aqueles que via como sua única família.
| “                                    | Eu não tinha ideia de que a situação que enfrentava era abusiva. Depois entendi que uma vida fora tirada de mim. Foram 38 anos que não pude viver, apenas sobreviver.” | ” |
| — Madalena Gordiano, janeiro de 2021 | |   |

Em 2021, oito meses depois do resgate, Gordiano organizou pela primeira vez na vida uma festa de aniversário e retornou aos estudos, declarou que se sente bem, livre e de coração limpo:
| “                                  | Hoje eu sinto que eu estou bem. Coração limpo. Estou libertada. Estou livre. | ” |
| — Madalena Gordiano, julho de 2021 |                                                                              |   |

## Desdobramentos
Dalton César é professor universitário, leciona zootecnia e veterinária e foi afastado de suas atribuições profissionais no Centro Universitário de Patos de Minas (UNIPAM) e na sua mantenedora, a Fundação Educacional de Patos de Minas (FEPAM), que emitiram nota à imprensa repudiando o fato.Em março de 2021, a demissão foi efetivada uma vez que já havia processos cível, criminal e trabalhista.
Em 4 de abril, a prefeitura de Patos de Minas emitiu comunicado informando que não renovaria contrato com a cardiologista Vanessa Maria Rigueira Pacheco, filha de Maria das Graças, cujo curso de medicina teria sido financiado com a pensão subtraída de Gordiano. Explicou que Pacheco estava em licença maternidade e que seu contrato findaria em fevereiro de 2021. A decisão foi do prefeito Luís Eduardo Falcão Ferreira, que publicou em redes sociais que não iria "tolerar nem passar a mão na cabeça de ninguém”. Em sua conta no Instagram, Pacheco afirmou inocência, disse não haver qualquer prova contra ela e declarou-se vítima de uma "linchamento público covarde".
A defesa da família classificou a divulgação dos fatos e pelos fiscais e agentes do Estado antes do julgamento como prematura e disse que "viola direitos e dados sensíveis daquela família e vulnera a segurança pessoal deles."
Em dezembro de 2020, Dalton César e sua esposa, Valdirene Lopes Rigueira, relataram temer linchamento público e deixaram Patos de Minas.
Em 22 de novembro de 2021, Gordiano foi agraciada com a Comenda Zumbi dos Palmares entregue pela Câmara Municipal de Uberlândia. A premiação tem por objetivo reconhecer pessoas e entidades que se destacaram em ações contra a discriminação racial.
Em abril de 2023, Dalton foi incluída na lista suja do trabalho escravo no Brasil mantida pelo Ministério do Trabalho e Emprego.
Em 4 de maio de 2023, a Universidade Federal de Uberlândia lançou o Centro de Extensão em Direitos Humanos Madáh, nome escolhido em referência a Madalena Gordiano. A iniciativa é inédita entre as universidades brasileiras e o centro tem por objetivo atividades de pesquisas, ensino e extensão e contará com um observatório de direitos humanos.

## Acordo trabalhista
No dia 19 de janeiro de 2021, em audiência a respeito de salários devidos e indenização por danos morais,  Dalton Cesar e Valdirene firmaram um acordo trabalhista frente ao Ministério Público do Trabalho envolvendo a quitação de todos os direitos trabalhistas dos últimos 14 anos referentes a um salário mensal de 1 045 reais e assinatura da carteira de trabalho durante esse período. Gordiano prestou serviços aos casal de dezembro de 2006 a novembro de 2020. Enquanto a decisão aguardava homologação na Justiça do Trabalho de Patos de Minas, o casal anunciou a venda do apartamento em que residiam para adimplir parte da indenização exigida. Em agosto de 2021, Gordiano e o casal Milagres Rigueira firmaram acordo na justiça trabalhista. A audiência foi realizada no Tribunal Regional do Trabalho da terceira região em Patos de Minas por teleconferência. Gordiano ficará com todos os bens da família, um apartamento e o automóvel da família e vinte mil reais em dinheiro. O valor avaliado dos bens, um automóvel Hyundai IX-35  e um apartamento de 220 metros quadrados na avenida Getúlio Vargas, centro da cidade, é de 690 100 reais. Embora bastante inferior aos 2 244 078,81 inicialmente pleiteados em direitos trabalhistas, Gordiano considerou o desfecho uma vitória pela celeridade, uma vez que discussões como essas podem se alongar por anos na justiça. Os réus deverão quitar as prestações do apartamento e dívidas com IPTU, IPVA e condomínio até julho de 2021. Gordiano também move ações contra outros membros da família, como Maria das Graças, mãe de Dalton. Ela pretende vender o imóvel para adquirir uma casa próxima a Uberada, onde Taís Teófilo vive.
Ministério Público do Trabalho segue investigando o caso e o processo está em segredo de Justiça.
Os advogados de Gordiano também fizeram acordo com cinco bancos de quem o casal Milagres Rigueira tinha contraído empréstimos em nome dela e cancelaram todos os contratos.

## Processo penal
Em 2022, Dalton, Valdirene e suas duas filhas foram denunciados pelo Ministério Público Federal por crime de trabalho escravo, violência doméstica e roubo. A denúncia estima que Madalena Gordiano foi mantida sob condições análogas à escravidão por quase 40 anos. O advogado da família, Brian Epstei declarou:
| “ | A família está ciente do ajuizamento da ação. A defesa explicativa, séria e consistente será apresentada nos próximos dias. Tudo será esclarecido e cumprido o devido processo legal, tal qual se cumpriu na Ação Civil Pública que tramitou perante a Justiça do Trabalho. | ” |

As audiências aconteceram entre os dias 14 e 15 de maio de 2023 em segredo de justiça. Em abril de 2024, quatro membros da família Milagres Rigueira receberam sentença de condenação a prisão e pagamento de indenizações.

## Trabalho escravo no Brasil
Embora a escravidão no Brasil tenha sido oficialmente extinta em 13 de maio de 1888, em 1995 o governo brasileiro reconheceu a existência de condições de trabalho análogas à escravidão no território nacional, sobretudo em áreas rurais. Entre 1995 e 2015, 49 mil trabalhadores foram libertados por ações conjuntas do Ministério do Trabalho e Emprego e das polícias estaduais e federal.
O artigo 149 do Código Penal Brasileiro já tipificava, desde o início do século XX, a "redução à condição análoga à de escravo". Todavia, o artigo dava margem a interpretações diversas, havendo juristas que entendiam que só era aplicável nos casos em que a vítima  era transformada em escravo de facto. Com a Lei 10.803 de 11 de dezembro de 2003, que deu nova redação ao artigo 149 do Código Penal e atribuiu pena de reclusão de dois a oito anos e multa, ao agente que reduzir alguém a condição análoga à de escravo, tal dúvida deixou de existir. Foi então definido de forma clara o que significa "reduzir alguém a condição análoga à de escravo":  submetê-lo(a) a trabalhos forçados ou a jornada exaustiva, quer sujeitando-o(a) a condições degradantes de trabalho, quer restringindo, por qualquer meio, sua locomoção em razão de dívida contraída com o empregador ou preposto.
Desde a repercussão do caso Madalena Gordiano, o número de denúncias de trabalho escravo e ações fiscais aumentaram no Brasil. Segundo dados do Ministério do Trabalho e Emprego, entre 2018 e 2022, o número de autos de infração trabalhista relacionados a serviços domésticos no Brasil mais que triplicou entre 2018 e 2022, segundo dados do Ministério do Trabalho. O Ministério atribui parte desse aumento à revelação em 2020 do caso de Gordiano.